# Ридевальд, Харольд
Харольд Ридевальд (нидерл. Harold Riedewald), или Корнелис Харольд Ридевальд (нидерл. Cornelis Harold Riedewald; 12 января 1933, Парамарибо, Колония Суринам — 8 декабря 1982, Парамарибо, Суринам) — суринамский адвокат. Жертва Декабрьских убийств.

## Биография
Если нынешние правители пришли к власти по пути насилия, то разве нелогично, что этим путём также последует другие?
Харольд Корнелис Ридевальд родился 12 января 1933 года в Парамарибо в семье городских бедняков; его мать всю жизнь работала уборщицей. С раннего возраста он проявлял интерес к теме справедливости и, вероятно, по этой причине стал адвокатом. Ридевальд также был страстной артистической натурой. Он окончил Суринамскую юридическую школу, где был учеником Хуго Поса. Сферой его профессиональной деятельности было общественное и уголовное право. Ридевальд был также членом труппы театра Талия, которую возглавлял его учитель Пос, и ещё студентом в 1960 году снялся в фильме Альберта Хелмана «Карибские страсти».
По окончании образования, он служил помощником прокурора, затем был назначен прокурором, но отказался от этой должности, потому, что не хотел обвинять, тех, кто, по его мнению, нуждался в понимании и защите. Ридевальд стал адвокатом, и был одним из известных суринамских адвокатов по уголовным делам. При этом он не оставил увлечения театром; хорошо пел и в своём офисе нередко устраивал представления для друзей, на которых выступал в качестве конферансье и актера. Занимаясь предпринимательством, Ридевальд стал председателем совета компании «Интерфуд» (нидерл. Interfood). Его действия в этой сфере были ориентированы на поощрение малых промышленных предприятий, занятых в местном производстве.
В феврале 1980 года в Суринаме произошёл военный переворот. Путчисты стремились ввести в стране режим диктатуры. Ридевальд не скрывал не согласия с режимом. В этот период жизни большую часть своего времени он посвящал семье: второй супруге Дженни Карамат Али (его первой супругой была Дженни Гудшлак), детям от двух браков — четверым своим и одному приёмному ребёнку.
11 марта 1982 года попытка свергнуть путчистов, предпринятая Сурендре Рамбокусом с Уилфредом Хокером и Йивансингхом Сеомбаром, провалилась. Заговорщики были арестованы и обвинены в попытке государственного переворота. Последовал процесс военно-полевого суда, который по сути являлся незаконным показательным процессом, противоречившем конституции страны. Вместе с Бабурамом и Хустом, Ридевальд согласился стать защитником Сурендре Рамбокуса. Адвокаты утверждали, что попытка переворота не может быть признана незаконной против режима диктатора Баутерса, потому, что сам этот режим не легитимен; вместе с ними, обвиняемых защищал нидерландский адвокат Герард Спонг. В своей речи на суде Ридвальд говорил о том, что насилие провоцирует ещё большее насилие. Его подзащитный в ноябре 1982 года был приговорён к двенадцати годам лишения свободы и был заключен в тюрьму в Форт-Зеландия, где уже находился Йивансингх Сеомбар.
Утром 8 декабря 1982 года Ридевальд был схвачен военными у себя дома и доставлен в Форт-Зеландия. Здесь он был казнен в течение дня. При опознании в морге выяснилось, что его застрелили в правый висок. До этого его пытали, о чём свидетельствуют серьезные повреждения на левой стороне шеи. 13 декабря 1982 года тело Ридевальда было похоронено на протестантском кладбище Мариусруст в Парамарибо. Официальные власти объявили, что адвокаты Ридевальд, Бабурам и Хуст готовились освободить заключенных Рамбокуса и Сеомбара, совершив новый переворот 25 декабря того же года.